# Карибски регион
 Тази статия е за географския регион.  За административната единица в Колумбия вижте Карибски регион (Колумбия).  
Карибският регион (също Кариби) е географска област, която обхваща Карибско море, Антилските острови и съседните брегове на Централна и Южна Америка.
Регионът на Карибите се състои от три островни групи:
- Бахамски острови: Бахами и Търкс и Кайкос;

- Големи Антили: Куба, Ямайка, Испаньола (Хаити и Доминиканската република), Пуерто Рико и Кайманови острови;

- Малки Антили: Американски Вирджински острови, Британски Вирджински острови, Ангуила, Синт Мартен, Кюрасао, Саба, Бонер, Синт Еустациус, Аруба, Сейнт Китс, Невис, Барбуда, Антигуа, Редонда, Монтсерат, Гваделупа, Сен Бартелми, Доминика, Мартиника, Сейнт Лусия, Барбадос, Сейнт Винсент, Гренадини, Гренада, Тринидад, Тобаго, Маргарита, Тортуга.

Островите започват от Флорида (САЩ) и свършват край Венецуела.
Климатът в региона е горещ и влажен тропичен, а ураганите са често явление.

## История
Отначало Карибите принадлежат на Испания, но заради слабия ѝ интерес към тях (и най-вече към Малките Антили) скоро са превзети от Англия, Франция и Нидерландия. Стават стартова позиция за нови завоевания в областта.
Регионът носи името на карибите – индиански народи с общ език и култура, които населяват островите преди те да бъдат открити от европейците.
През 1492 г. мореплавателите от експедицията на Христофор Колумб са първите европейци, достигнали до Бахамските острови. До края на живота си Христофор Колумб е убеден, че е достигнал до Азия, затова нарича региона „Западни Индии“, а местното население – „индианци“ („indios“ на испански, същата дума, която означава и „индийци“).

## Галерия
- Аруба
- Ангуила
- Барбадос
- Бонер
- Британски Вирджински острови
- Растафарианин от Ямайка
- Монсерат